# Adulis distrigalis
Adulis distrigalis är en fjärilsart som beskrevs av Émile Louis Ragonot 1891. Adulis distrigalis ingår i släktet Adulis och familjen mott. Inga underarter finns listade i Catalogue of Life.